# Denzenlohe
Denzenlohe ist ein Gemeindeteil von Heinersreuth im oberfränkischen Landkreis Bayreuth in Bayern. Denzenlohe liegt in der Gemarkung Heinersreuth.

## Geografie
Die aus drei Wohngebäuden bestehende Einöde ist mittlerweile in der Denzenlohstraße des Gemeindeteils Heinersreuth aufgegangen. Ein Anliegerweg führt nach Tannenbach zur Kreisstraße BT 14 (0,6 km nordwestlich). Im Westen grenzt der Heinersreuther Forst an.

## Geschichte
Denzenlohe gehörte zur Realgemeinde Heinersreuth. Gegen Ende des 18. Jahrhunderts bestand Denzenlohe aus zwei Anwesen (1 Söldengut, 1 Tropfhaus). Die Hochgerichtsbarkeit stand dem bayreuthischen Stadtvogteiamt Bayreuth zu. Die bayreuthische Amtsverwaltung Heinersreuth war Grundherr beider Anwesen.
Von 1797 bis 1810 unterstand der Ort dem Justiz- und Kammeramt Bayreuth. Mit dem Gemeindeedikt wurde Denzenlohe dem 1812 gebildeten Steuerdistrikt Altenplos und der im gleichen Jahr gebildeten Ruralgemeinde Heinersreuth zugewiesen.

### Einwohnerentwicklung
| Jahr      | 001819 | 001822 | 001861 | 001871 | 001885 | 001900 | 001925 | 001950 | 001961 | 001970 | 001987 |
| Einwohner | 14     | 16     | 12     | 13     | 11     | 9      | 7      | 9      | 9      | 4      | 8      |
| Häuser    |        | 2      |        |        | 2      | 2      | 2      | 3      | 2      |        | 3      |
| Quelle    | [ 9 ]  | [ 6 ]  | [ 10 ] | [ 11 ] | [ 12 ] | [ 13 ] | [ 14 ] | [ 15 ] | [ 16 ] | [ 17 ] | [ 1 ]  |

## Religion
Denzenlohe ist evangelisch-lutherisch geprägt und war ursprünglich nach Heilig Dreifaltigkeit (Bayreuth) gepfarrt. Seit Mitte des 20. Jahrhunderts ist die Pfarrei Versöhnungskirche (Heinersreuth) zuständig.